# شهرستان یونچون
شهرستان یونچون یا ریونچون (به لاتین: Yeoncheon County) یک منطقهٔ مسکونی در کره جنوبی است که در استان گیونگی-دو واقع شده‌است. شهرستان یونچون ۶۷۵٫۲۲ کیلومتر مربع مساحت و ۴۵٬۷۰۸ نفر جمعیت دارد.